# ヌナツィアブト

ヌナツィアブトの範囲。ラブラドール半島の海岸部に伸びている

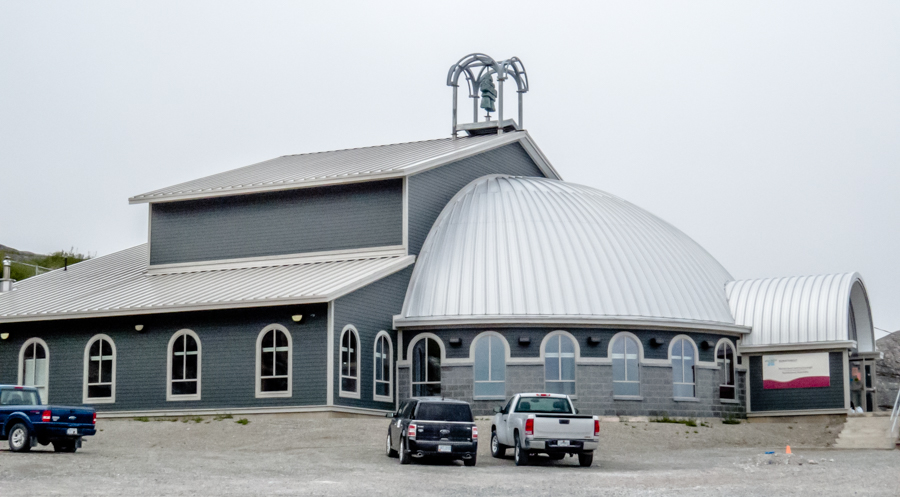
ホープデイルにあるヌナツィアブト議会の建物

ヌナツィアブトの旗。ラブラドールの旗（白、緑、青）の色で染められたイヌクシュクを描いている

ヌナツィアブト (Nunatsiavut) はイヌイットによって主張されているカナダの自治地方である。ヌナブト準州とは異なる。ラブラドール地方からケベック州に及ぶ。2002年、ラブラドール・イヌイット協会は限定的な自治権のための提議をニューファンドランド・ラブラドール州に上申した。憲法は2005年12月1日に批准され (同時にラブラドール・イヌイット協会は解消) 、ヌナツィアブト新政府は活動を開始した。最初は厚生や教育、文化情勢に関する権限のみ有していた。選挙を確立し行う役割も果たし、第1回の選挙は2006年末の前に終わることを予定した。
「ヌナツィアブト」はイヌクティトゥット語で「我々の美しい土地」を意味する。この名称は2002年ラブラドール・イヌイット協会によって可決されたラブラドール・イヌイット憲法によって批准された。自治の主要な目的は、環境管理を通しての環境保存と、イヌイット文化と言語の保存である。